# بروكر
بروكر (بالإنجليزية: Brooker)‏ هي مدينة أمريكية تقع في ولاية فلوريدا. تبلغ مساحة هذه المدينة 1.4 (كم²)،ويبلغ عدد سكانها 352 نسمة حسب إحصاء سنة 2010 م 352.تشير إحصاءات سنة 2000م بأن الكثافة السكانية في هذه المدينة تقدر بـ(251.4) نسمة/كم2 